# Puilaetco Dewaay Private Bankers
Puilaetco est une banque privée belge spécialisée dans la gestion de patrimoine.
Elle fait partie des trois banques privées indépendantes les plus importantes de Belgique avec près de 12 000 clients et 10 milliards d'euros d'actifs en gestion.

## Histoire
Elle a été fondée en 1868 à Anvers sous le nom de Maison de Laet, agents de change.
Elle change de nom pour Puilaetco lors de la fusion avec la société de bourse Puissant Baeyens Poswick & Co en 1996 et devient une banque.
Rachetée par le groupe KBC en juin 2004 via sa filiale KBL, elle sera ensuite fusionnée en octobre 2005 avec la banque Dewaay, une autre maison acquise par KBC. 
KBL et ses filiales dont Puilaetco Dewaay seront revendues en 2011 à un investisseur qatari (Precision Capital) à la suite de la crise financière de 2008.
En novembre 2014, Puilaetco Dewaay a annoncé le rachat des activités belges du géant UBS. Cette fusion s'est réalisée le 31 mai 2015.
Puilaetco fait partie du Groupe Quintet Private Bank (Europe) SA, une institution de crédit luxembourgeoise dont le siège est situé 43, boulevard Royal, L-2955 Luxembourg, Grand-Duché du Luxembourg.
La banque compte sept agences en Belgique (Bruxelles, Anvers, Hasselt, Liège, Namur, Sint-Martens-Latem et Waregem).  

## Activités
- Gestion de patrimoine
- Gestion éthique et durable, en partenariat exclusif avec la Banque Triodos
- Planification et structuration patrimoniale
- Crédits patrimoniaux
- Valorisation d'investissements en art

## Sources
(avril 2016).
- Patrick Van Campenhout, « Puilaetco Dewaay : la banque privée licencie », La Libre Belgique,‎ 9 décembre 2008 (lire en ligne).
- Anne-Sophie Bailly, « UBS Belgium racheté par Puilaetco Dewaay », L'Écho,‎ 13 novembre 2014 (lire en ligne).
- (en) Robert-Jan Bartunek et Katharina Bart, « Puilaetco Dewaay to buy UBS private bank in Belgium », Reuters, 13 novembre 2014.
- (nl) Patrick Claerhout, « Puilaetco Dewaay doet de stap naar de top drie », Trends-Tendances, 14 novembre 2014.
- (nl) « Classement Trends Tendance », Trends-Tendances, 14 novembre 2014.
- (en) « Communiqué de presse : Precision Capital acquires KBL epb, KBC’s private banking subsidiary », KBC, 13 novembre 2014 (source primaire).